# Динамика (музика)
Динамика (от гръцки δύναμις – сила) е музикален термин, който обозначава силата на звука, с който трябва да бъдат изпълнени определени части от музикалното произведение. Динамиката е основен художествен елемент при музикалната композиция и интерпретация.
За първи път посочването на музикалната динамика при нотацията е въведена от ренесансовия композитор Джовани Габриели през 18 век. Впоследствие то многократно се допълва и усъвършенства.

## Терминология
Терминологията, с която се обозначават съответните понятия, засягащи динамиката, произлиза от италианския език. Термините, които произлизат от нея могат да бъдат групирани в три основни групи:

### Сила на звука
Основните понятия, свързани с музикалната динамика са пиано (piano, тихо) и форте (forte, силно). Във връзка с тях са въведени и множество междинни производни понятия. Следва техният списък с означенията, които се използват при музикалната нотация.
1. p – (piano, тихо)
2. pp – пианисимо (pianissimo, много тихо)
3. ppp – пиано-пианисимо (най-тихо)
4. pppp - естинто (възможно най-тихо)
5. mp – медзопиано (mezzopiano – полутихо)

Респективно:
1. f – форте (forte – силно)
2. ff – фортисимо (fortissimo – много силно)
3. fff – форте-фортисимо (най-силно)
4. ffff - Con tutta forza (с всичка сила)
5. mf – медзофорте (полусилно)

Съществуват и още по-категорични обозначения като pppp или fffff. Всички те обаче са условни и по-скоро указват начина на интерпретация, доколкото не съществува абсолютен критерий за обозначаване на динамиката. Освен това интерпретаторът на дадено произведение трябва да се съобразява с множество формални обстоятелства – като акустична среда, нагласа от страна на публиката, както и собствените си виждания за дадено произведение.

### Засилване и намаляване силата на звука
Тук основните понятия са две – крешчендо (crescendo – усилване) и декрешчендо (decrescendo – затихване). Често последното понятие неправилно се смесва с термина диминуендо (diminuendo), който освен намаляване силата на звука предполага и известно забавяне на темпото, което вече го отвежда в областта на музикалната агогика.
Обозначенията са cresc и decresc, но по-често се използва графичното изображение със знаците < за крешендо и > за декрешендо. Диминуендо няма такъв знак и там се използва съкращението dim.
Трябва да се отбележи, че постепенното усилване и затихване на звука започва да се употребява и нотира едва в края на 18 век, по-ранната музика не познава плавните преходи извън конкретната музикална фраза.

### Обозначаване на щрихи в динамиката
За да бъдат подчертани някои щрихи при музикалната динамика, често се използват условно различни термини. Например:
- al niente – до пълно затихване, до нищо
- calando – бавно намаляване на силата на звука
- perdendo или perdendosi – губейки сила
- morendo – замирайки
- marcato – с наблягане на всяка нота
- più – повече
- meno – по-малко
- poco – мъничко
- poco a poco – малко по малко, постепенно
- sotto voce – полугласно
- subito – внезапно
- pf – тиха атака, последвана от внезапна силна динамика
- fp – силна атака, последвана от внезапна тиха динамика
- сфорцандо (sforzando) или сфорцато (sforzato) – sf или sfz – внезапен силен акцент върху определен тон

## Музикални инструменти
Повечето музикални инструменти могат да изпълняват тонове с различна сила на звука. Съществуват обаче някои механични такива, за които това е невъзможно, като чембало и челеста. Особен случай са органът, хармониумът и сродните им инструменти, където илюзията за динамика се получава чрез добавяне или изключване на регистри. При музикалните инструменти, способни да изпълняват полифонична музика – като пианото и китарата, е въпрос на интерпретация от страна на музикалния изпълнител да изпълнява някои от партиите в творбата тихо, докато останалите – по-силно.

## Динамика при музикалните ансамбли
В класическата музика е много често някои от партиите музицират тихо, други силно, в зависимост от това къде е водещата музикална тема. Това се отнася до оркестъра и хора, както и между тяхната, а и с други инструменти комбинация. Общо правило е, че партията, у която е водещата мелодия или тема, трябва да звучи по-силно от останалите. Възможен обаче и варианта тути (tutti – всички), при който всички инструменти (и евентуално гласове), музицират с равномерна и голяма сила на звука.

## Динамиката и съвременните технологии
С навлизането на модерните технологии в звукозаписа и озвучаването, голяма роля започват да играят техническите средства за регулиране на динамиката – миксери, многопистови усилватели и други, които позволяват външно регулиране на динамичния баланс между различните музикални партии.